# Shining Force
Shining Force är ett turordningsbaserat datorrollspel som utkom 1992 till Segas spelkonsol Sega Mega Drive.
Spelet har återutgivits flera gånger, i Sega Smash Pack 2 till Dreamcast och PC, i Sega Smash Pack Twin Pack till PC, i Sonic's Ultimate Genesis Collection till Xbox 360 till Playstation 3 och som ett eget spel till Wiis Virtual Console. Det har även gjorts en ny version för Nintendos bärbara konsol Game Boy Advance som släpptes 2004.